# Without You (film)
Pour les articles homonymes, voir Without You.
Pour plus de détails, voir Fiche technique et Distribution.
Without You est un court métrage d'animation américain réalisé par Walt Disney Productions, sorti initialement le 20 avril 1946, comme une séquence du film La Boîte à musique,. 

## Synopsis
Andy Russel chante Ballad in Blue. Des pétales de fleurs se muent en pleurs, une lumière révèle les paroles d'une chanson d'amour, une fenêtre peinte disparaît sous l'effet de la pluie.

## Fiche technique
- Titre original : Without You
- Producteur : Walt Disney
- Production : Walt Disney Productions
- Distributeur : Buena Vista Pictures
- Format d'image : Couleur (Technicolor)
- Son : Mono
- Durée : 3 min
- Musique originale[2] : George Lowerre
- Pays :  États-Unis
- Langue : anglais
- Date de sortie :
  - États-Unis : 20 avril 1946 (Dans La Boîte à musique)